# ウイステ
ウイステ（WISTE）は、大阪府大阪市福島区海老江一丁目の阪神野田駅前にある、阪神電気鉄道が運営するショッピングセンター。核テナントはイオンスタイル野田阪神（旧:ジャスコ野田阪神店 → イオン野田阪神店 → イオンスタイル野田阪神）。

## 施設概要
この地はもともと、阪神電鉄の併用軌道線（国道線・北大阪線）の操車場であった。併用軌道線廃止後は阪神電鉄バスの車庫であったが、阪神電鉄が自ら跡地を再開発する形で、1992年4月26日にウイステがオープンした。なお、同跡地敷地内、ウイステに隣接する形で阪神グループの本社社屋も建設され、1992年5月18日付で梅田にあった旧本社ビルから移転している。
2020年3月28日には至近距離にイオンスタイル海老江 が開業したが、当店も引き続き営業する。
同年10月29日に全フロアのリニューアルが行われ、核店舗が「イオンスタイル野田阪神」へ屋号変更された。

## 由来
ウイステとは、植物の「フジ」（Wisteria）のことである。15世紀ごろの当地周辺は「野田藤（ノダフジ）」と呼ばれるフジが美しく咲き乱れ、日本中に花の名所として知られていた（現在、福島区の花はフジである）。このことから、新たに開業したショッピングセンターの愛称に、当地ゆかりの植物であるフジにちなんだ名が付けられた。

## 交通アクセス
- 阪神電気鉄道本線 野田駅
- JR東西線 海老江駅
- Osaka Metro千日前線 野田阪神駅
- 大阪シティバス・阪神バス 野田阪神前停留所